# آیومی کارینو
آیومی کارینو (انگلیسی: Ayumi Karino؛ زادهٔ ۶ نوامبر ۱۹۸۴) بازیکن سافت‌بال اهل ژاپن است.